# 阿米斯塔德 (新墨西哥州)
阿米斯塔德（英語：Amistad）是一個位於美國新墨西哥州猶尼昂縣的非建制地區。坐落於新墨西哥州克萊頓州道402以南大約39公里。

## 歷史沿革
19世紀末期，阿米斯塔德是美國牛仔趕集隊的一個據點。1906年，一公理会牧師亨利·S·万纳梅克通過教會報紙刊登廣告宣傳宅地法，導致此牧師長達40年之久的建立阿米斯塔德一訴求得以實現。他們成立了“改良協會”并將社區根據西班牙语單詞“友誼”命名爲阿米斯塔德，此後又于1907年成立郵政局。阿米斯塔德曾一度擁有兩家報紙，後來人口驟減但依然有人居住。

## 外部鏈接
维基共享资源上的相關多媒體資源：阿米斯塔德